# رام برگمن
رام برگمن (انگلیسی: Ram Bergman) تهیه‌کننده فیلم اهل اسرائیل است.
از فیلم‌ها یا مجموعه‌های تلویزیونی که وی در آن‌ها نقش داشته است می‌توان به جنگ ستارگان: آخرین جدای، آجر، دان جان، عیاشی خوب قدیمی از مد افتاده و روگ وان (بازیگر افتخاری) اشاره نمود.